# Льянерас, Мигель
Мигель Мария Льянерас Родригес (исп. Miguel María Llaneras Rodríguez; род. 5 августа 1926, Гавана) — кубинский баскетболист. Участник летних Олимпийских игр 1948 года.

## Биография
Мигель Льянерас родился 5 августа 1926 года в кубинском городе Гавана.
В 1948 году вошёл в состав сборной Кубы по баскетболу на летних Олимпийских играх в Лондоне, занявшей 13-е место. Провёл 7 матчей, набрал 55 очков (20 в матчах со сборной Ирана, 14 — с Ирландией, 12 — с Францией, 5 — с Аргентиной, 4 — с Перу).
О дальнейшей жизни данных нет.